# Goniopora
Genre
Goniopora est un genre de scléractiniaires (coraux durs), de la famille des Poritidae.

## Description et caractéristiques
Ces coraux possèdent des polypes très charnus, qu'ils gardent étendus pendant la journée. Ceux-ci peuvent se rétracter en cas de menace dans le squelette dur. 
Attention toutefois, cette caractéristique est partagée par certains autres genres, comme Alveopora. On les distingue par le fait que les Goniopora ont 24 tentacules, contre 12 chez Alveopora.

## Liste des espèces
Selon World Register of Marine Species (29 janvier 2014) :
- Goniopora albiconus Veron, 2002
- Goniopora burgosi Nemenzo, 1955
- Goniopora cellulosa Veron, 1990
- Goniopora ceylon Barnard
- Goniopora ciliatus Veron, 2002
- Goniopora columna Dana, 1846

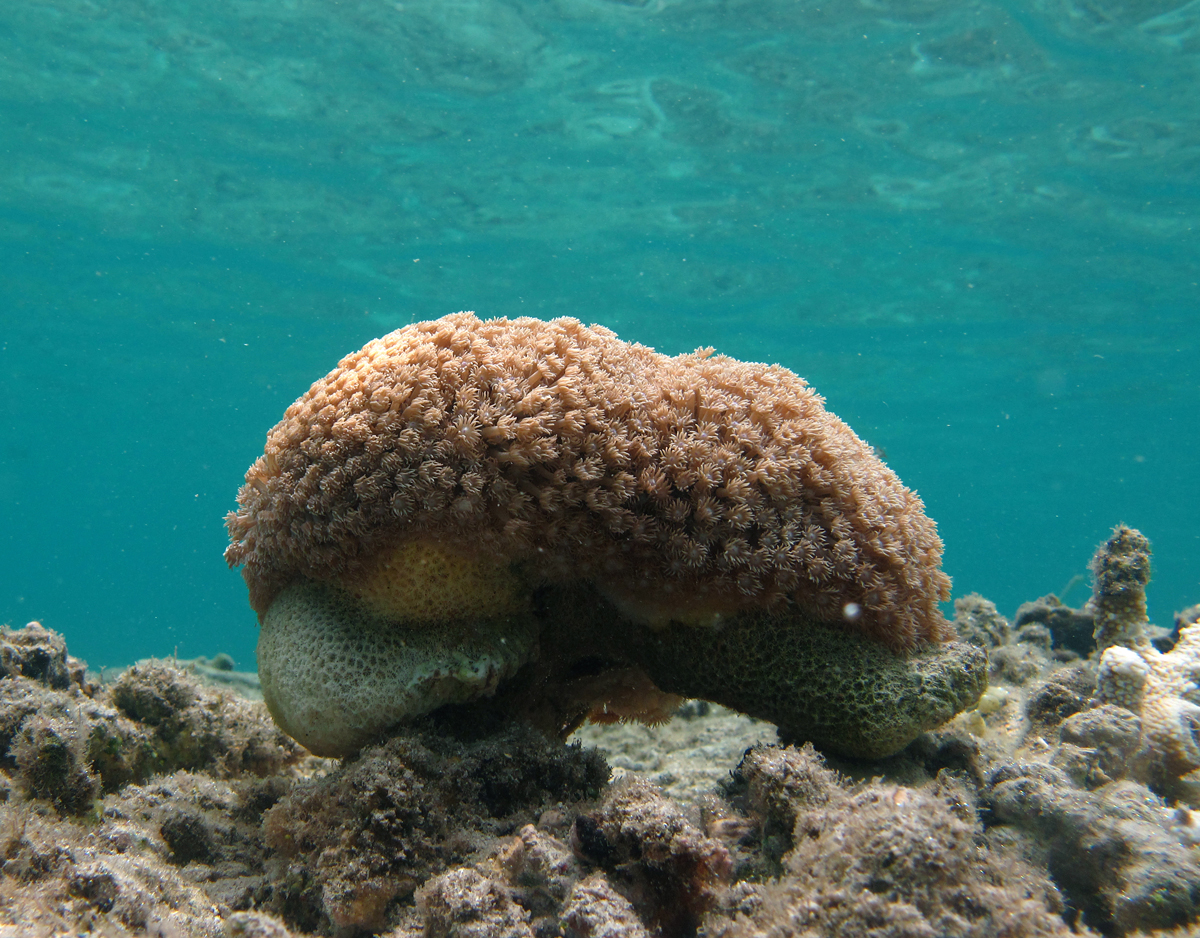
Un Goniopora sp. à La Réunion.

- Goniopora djiboutiensis Vaughan, 1907
- Goniopora eclipsensis Veron & Pichon, 1982
- Goniopora fruticosa Saville-Kent, 1891
- Goniopora gracilis (Milne Edwards & Haime)
- Goniopora klunzingeri
- Goniopora lobata Milne Edwards & Haime
- Goniopora mauritiensis Bernard
- Goniopora minor Crossland
- Goniopora norfolkensis Veron & Pichon, 1982
- Goniopora palmensis Veron & Pichon, 1982
- Goniopora pandoraensis Veron & Pichon, 1982
- Goniopora parvistella Ortman
- Goniopora pearsoni Veron, 2002
- Goniopora pendulus Veron, 1985
- Goniopora planulata (Ehrenberg)
- Goniopora polyformis Zou, 1980
- Goniopora reptans Bernard
- Goniopora savignyi (Dana)
- Goniopora somaliensis Vaughan, 1907
- Goniopora stokesi Milne Edwards & Haime, 1851
- Goniopora stutchburyi Wells, 1955
- Goniopora sultani Veron, DeVantier & Turak, 2002
- Goniopora tenella (Quelch)
- Goniopora tenuidens Quelch
- Goniopora viridis Quoy & Gaimard

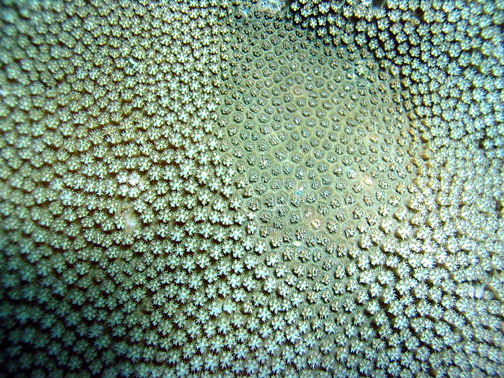
Goniastrea fruiticosa
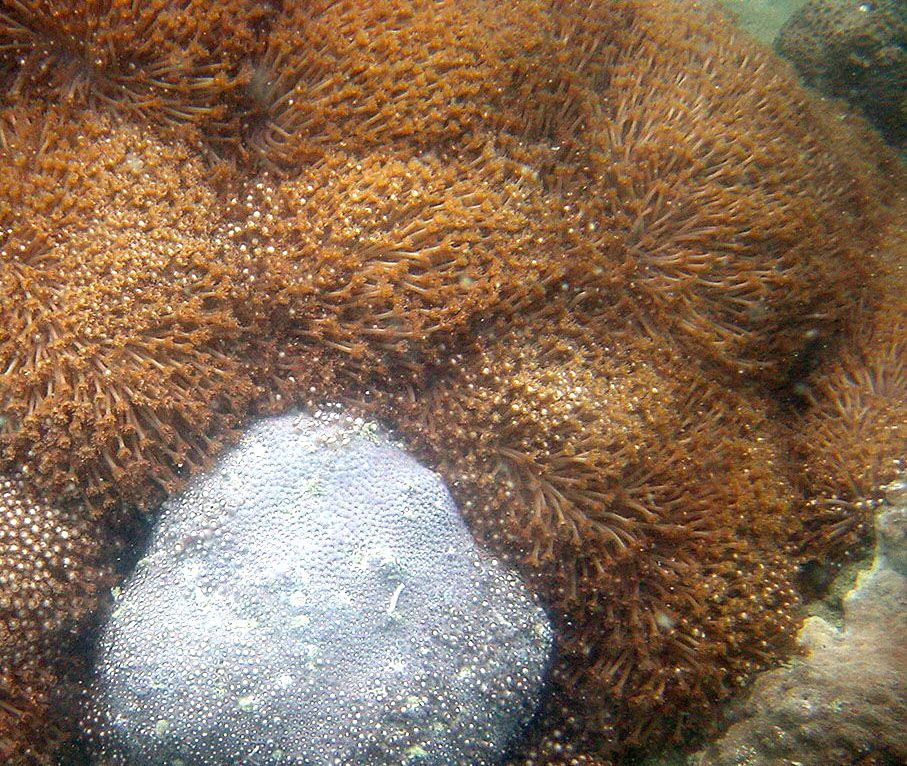
Goniopora columna
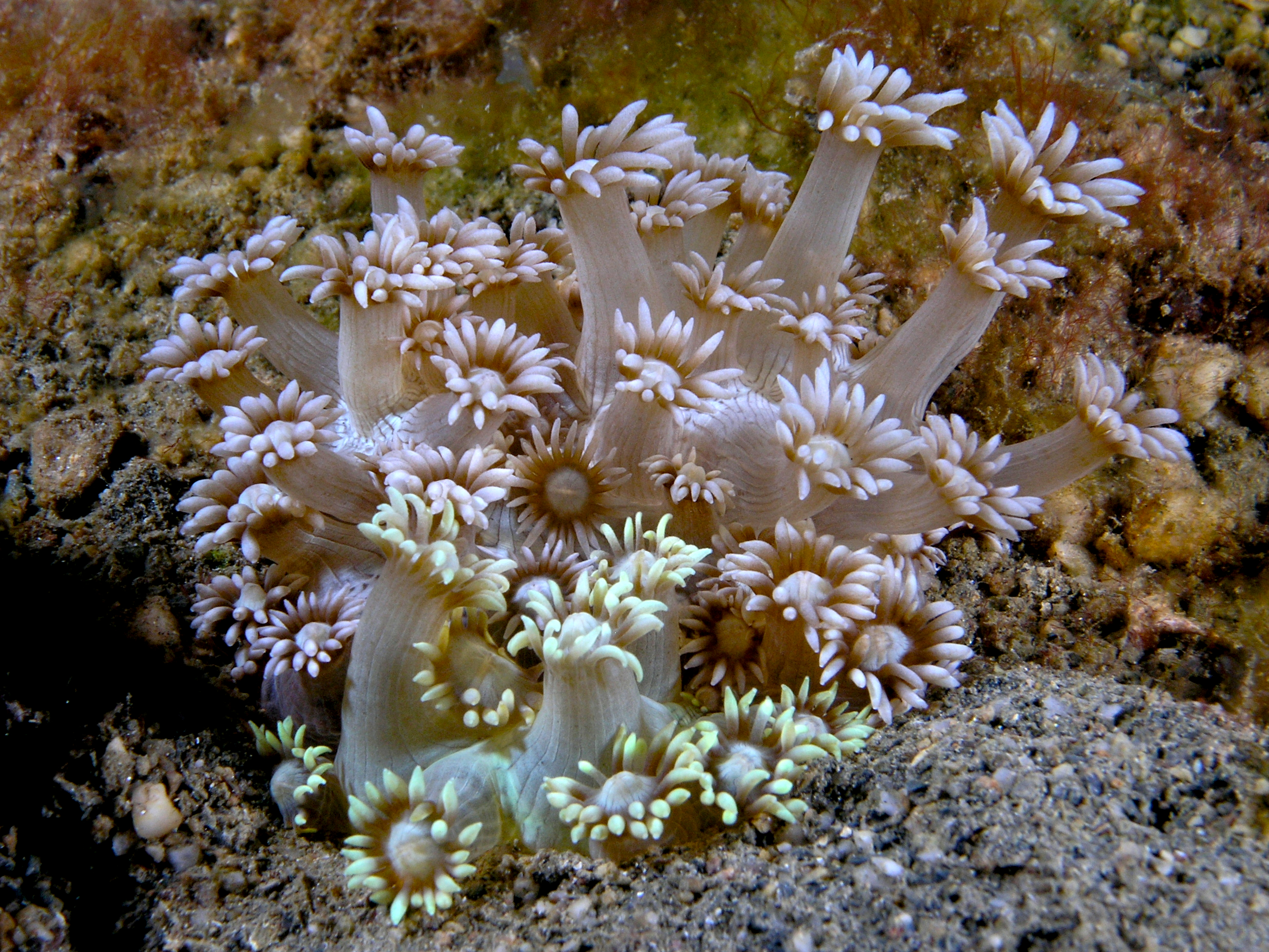
Goniopora djiboutiensis
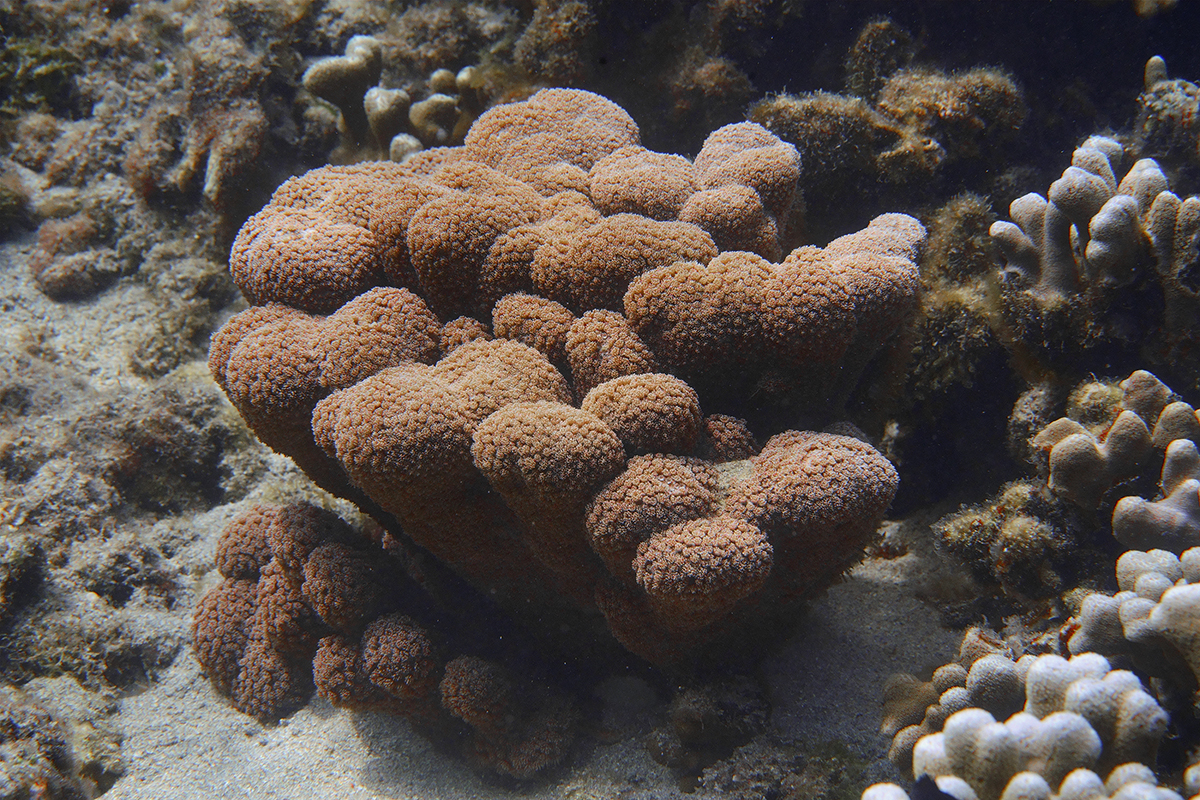
Goniopora lobata
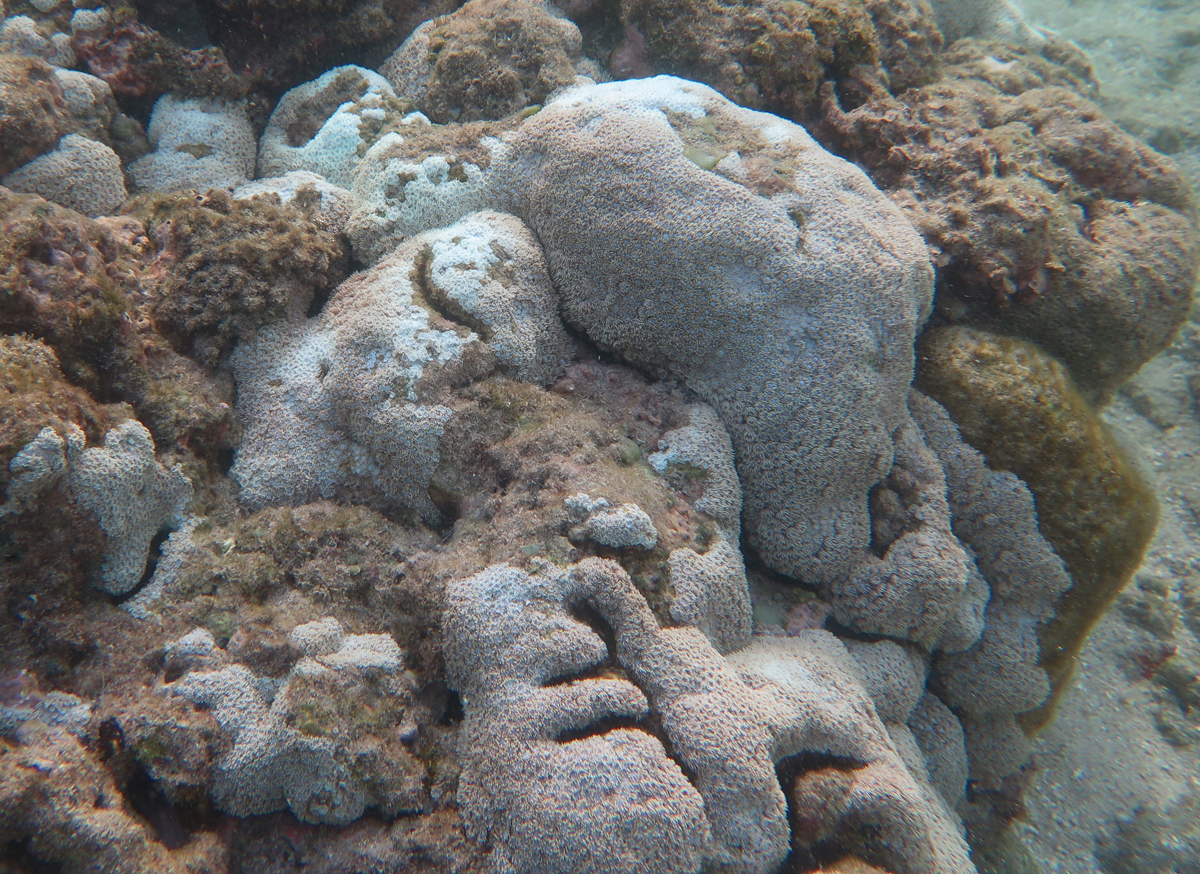
Goniopora mauritiensis
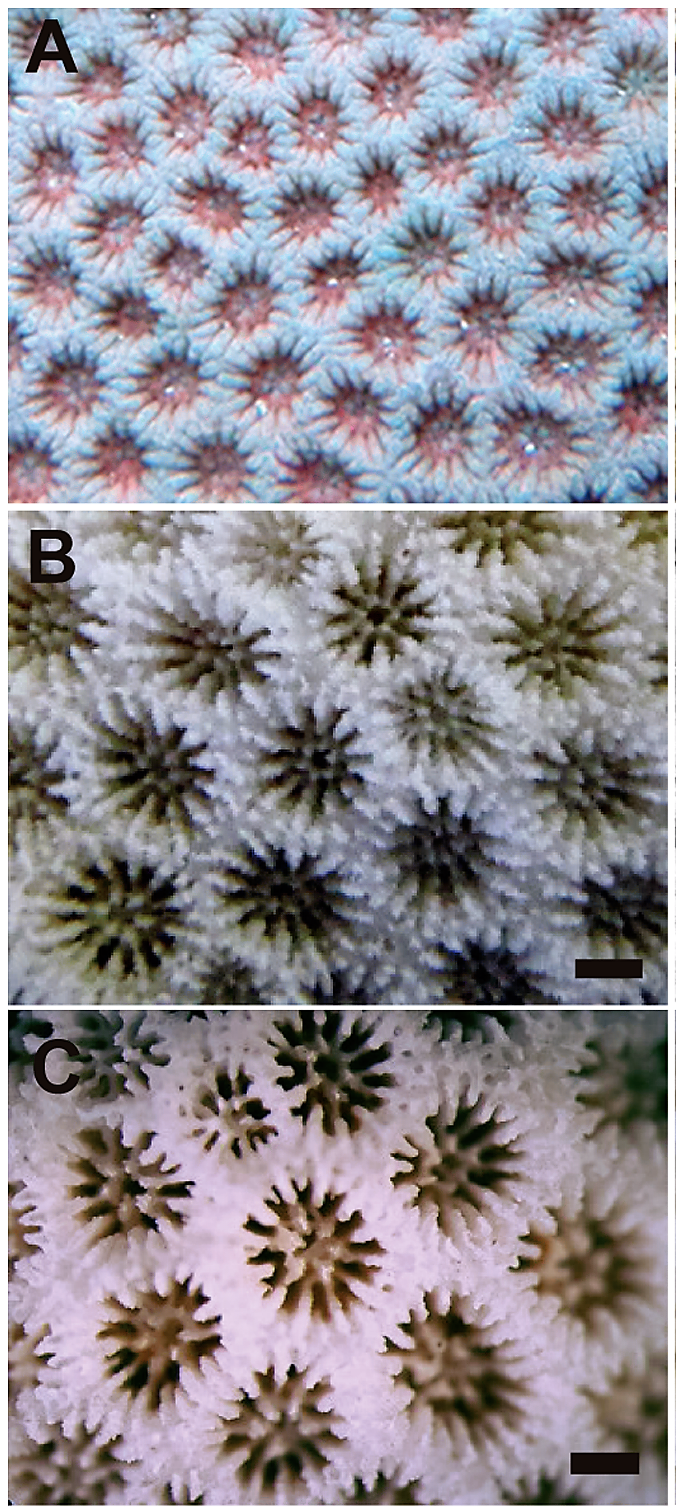
Goniopora paliformis

## Philatélie
Ce corail figure sur une émission d'Israël de 1986 (valeur faciale : 40 s).